# Heinz-Walter Friedriszik
Heinz-Walter Friedriszik (né le 24 janvier 1953, mort le 1er juin 2016 à Cologne) est un reporter-photographe allemand.

## Biographie
Heinz-Walter Friedriszik apprend d'abord à être électricien. Après un accident du travail, il est employé de supermarché puis installeur de néons.
En 1980, il commence comme reporter-photographe pour le journal tabloïd Express. Fréquentant tous les milieux de Cologne, il devient une figure populaire de la ville. Il acquiert une notoriété particulière à Cologne grâce à son travail. Outre des photos d'actualités, il fait des images des personnalités et des événements. Ainsi, lors du Sommet du G8 1999, il fait une photo dans l'hôtel de ville de Cologne de Bill Clinton devant le Kölner Jugendchor Sankt Stephan.
D'autre part, il mène une carrière en interprétant des chansons en kölsch et en jouant de l'harmonica. En 1983, le groupe Bläck Fööss lui dédie la chanson Pressefotograf.

## Discographie
- 1977/78: Kölsche Fastelovend (Mer fiere Fastelovend) (avec Marie-Luise Nikuta; Edition Melodia Hans Gerig)[2]
- 2005: Hustensaft (EMI Partnership Musikverlag,Megajeck 9)[3]
- 2006: Pressefotograf (De Bläck Fööss Musikverlag, Megajeck 10)[4]
- 2007: Kaffeeklatsch (veröffentlicht auf Megajeck 11)[5]
- 2008: Kumm, dun schön laache (Dabbelju Music, Megajeck 12)[6]
- 2009: Der Nüggel (Dabbelju Music, Megajeck 13)[7]
- 2012: Ming Stadt (Megajeck 16)[8]
- 2012: Et weed Zigg (Dabbelju Music, Weihnacht en Kölle - Die 40 schönsten Weihnachtslieder) [9]
- 2013: Loss mer jet noh Neppes gonn (Megajeck 17)[10]
- 2014: Ich ben Kölsch (avec le Kölner Jugendchor Sankt Stephan[11]; veröffentlicht auf Megajeck 18)[12]

## Source de la traduction
- (de) Cet article est partiellement ou en totalité issu de l’article de Wikipédia en allemand intitulé « Heinz-Walter Friedriszik » (voir la liste des auteurs).